# Apple A16
El Apple A16 Bionic es un sistema en un chip (SoC) de 64 bits basado en ARM diseñado por Apple Inc. que forma parte de la serie Apple Silicon y fabricado por TSMC. Se utiliza en los iPhone 14 Pro y 14 Pro Max, y 15 y 15 Plus, también en el iPad (11.ª generación).

## Diseño
El Apple A16 Bionic incorpora una CPU de 64 bits, cinco núcleos (iPad 11.ª generación) y seis núcleos (iPhone 14 Pro, 14 Pro Max, 15 y 15 Plus) diseñada por Apple que implementa ARMv8.6-A con dos núcleos de alto rendimiento "Everest" que funcionan a 3,46 GHz, y cuatro núcleos de bajo consumo "Sawtooth" que funcionan a 2,02 GHz, en un diseño similar al del procesador A15 del iPhone 14. Apple afirma que el A16 es aproximadamente un 40 % más rápido que la competencia, y también cuenta con nuevos núcleos de eficiencia, cuya gran ventaja es que utilizan un tercio de la potencia de los núcleos de mayor eficiencia de otros teléfonos del mercado.
El A16 contiene 16 000 millones de transistores, un 6,7 % más que los 15 000 millones del A15. Incluye una unidad de procesamiento neuronal (NPU) mejorada con 16 núcleos conocida como "Apple Neural Engine", un nuevo procesador de señal de imagen (ISP) con capacidades de fotografía computacional mejoradas y un nuevo módulo para manejar funciones relacionadas con la pantalla que Apple denomina "Display Engine".
El A16 es compatible con la codificación y descodificación de vídeo por hardware para los códecs HEVC, H.264 y ProRes.
Durante el evento de presentación del iPhone 14, Apple promocionó el chip A16 como el primer procesador de 4 nm en un teléfono inteligente. Sin embargo, un análisis de Tech Insights descubrió que el A16 fue fabricado por TSMC en su proceso N4P. "N4P", como se denomina, es un proceso de fabricación de facto de 5 nm que ofrece mejoras en rendimiento, potencia y densidad en comparación con productos anteriores de la misma familia de 5 nm: N5, N5P y N4.

## Memoria y GPU
El A16 integra una GPU de cuatro núcleos (iPad 11.ª generación) y cinco núcleos (iPhone 14 Pro, 14 Pro Max, 15 y 15 Plus) diseñada por Apple, que supuestamente cuenta con un 50 % más de ancho de banda de memoria que la GPU del A15.
La memoria del A16 se ha actualizado a LPDDR5 para ofrecer un 50 % más de ancho de banda y un motor neuronal de 16 núcleos un 7 % más rápido, capaz de realizar 17 billones de operaciones por segundo (TOPS). En comparación, el motor neuronal del A15 era capaz de realizar 15,8 TOPS. Todas las variantes del SoC vienen con 6 GB de memoria. A diferencia de las anteriores generaciones de chips de la serie A de Apple, el A16 utiliza una versión vertical del encapsulado A12X/M1 en lugar de la tradicional DRAM PoP. Este sistema se basa en un sustrato de vidrio epoxídico con la DRAM montada en un lado, el SoC A16 en el otro, y presumiblemente vías que atraviesan el vidrio epoxídico y conectan ambos. Debido a la eliminación de los cables PoP, el consumo de energía del A16 por transacción de lectura/escritura de DRAM se ha reducido ligeramente.

## ISP y motor de pantalla
El nuevo procesador de imagen (ISP) del chip A16 ha mejorado su capacidad de cálculo fotográfico. Fue diseñado para manejar el sensor de imagen de mayor resolución que se encuentra en el iPhone 14 Pro, siendo capaz de realizar hasta 4 billones de operaciones por foto.
El Display Engine es una primicia en la serie A de Apple. Permite un mejor funcionamiento de la función "pantalla siempre encendida" y se encarga de otras tareas como la frecuencia de actualización de 1 Hz, el mayor brillo máximo de la pantalla y las técnicas mejoradas de suavizado que ayudan a suavizar los bordes ásperos en el renderizado de gráficos e imágenes en las pantallas de los dispositivos.

## Programa
Se añadieron nuevos timbres de arranque y apagado, sólo disponibles en accesibilidad.

## Productos que incluyen Apple A16 Bionic
- iPhone 14 Pro & 14 Pro Max
- iPhone 15 & 15 Plus
- iPad (11.ª generación)[18]